# SOR BN 9,5
SOR BN 9,5 je model českého městského částečně nízkopodlažního autobusu, který byl vyráběn společností SOR Libchavy od roku 2005 do roku 2022.

## Konstrukce
Model SOR BN 9,5 je dvounápravový s třídveřovou karoserií.  Zadní náprava je hnací, motor a převodovka se nachází pod podlahou v zadní části vozu. Polosamonosná karoserie vozu je svařena z ocelových uzavřených profilů, zvenku je oplechovaná, zevnitř obložená plastovými deskami, vybrané spodní části jsou z nerezové oceli. Podlaha v přední části vozu je nízkopodlažní a nachází se ve výšce 360 mm nad vozovkou. Přední náprava je značky SOR, zadní tuhá náprava je značky DANA.

## Výroba a provoz

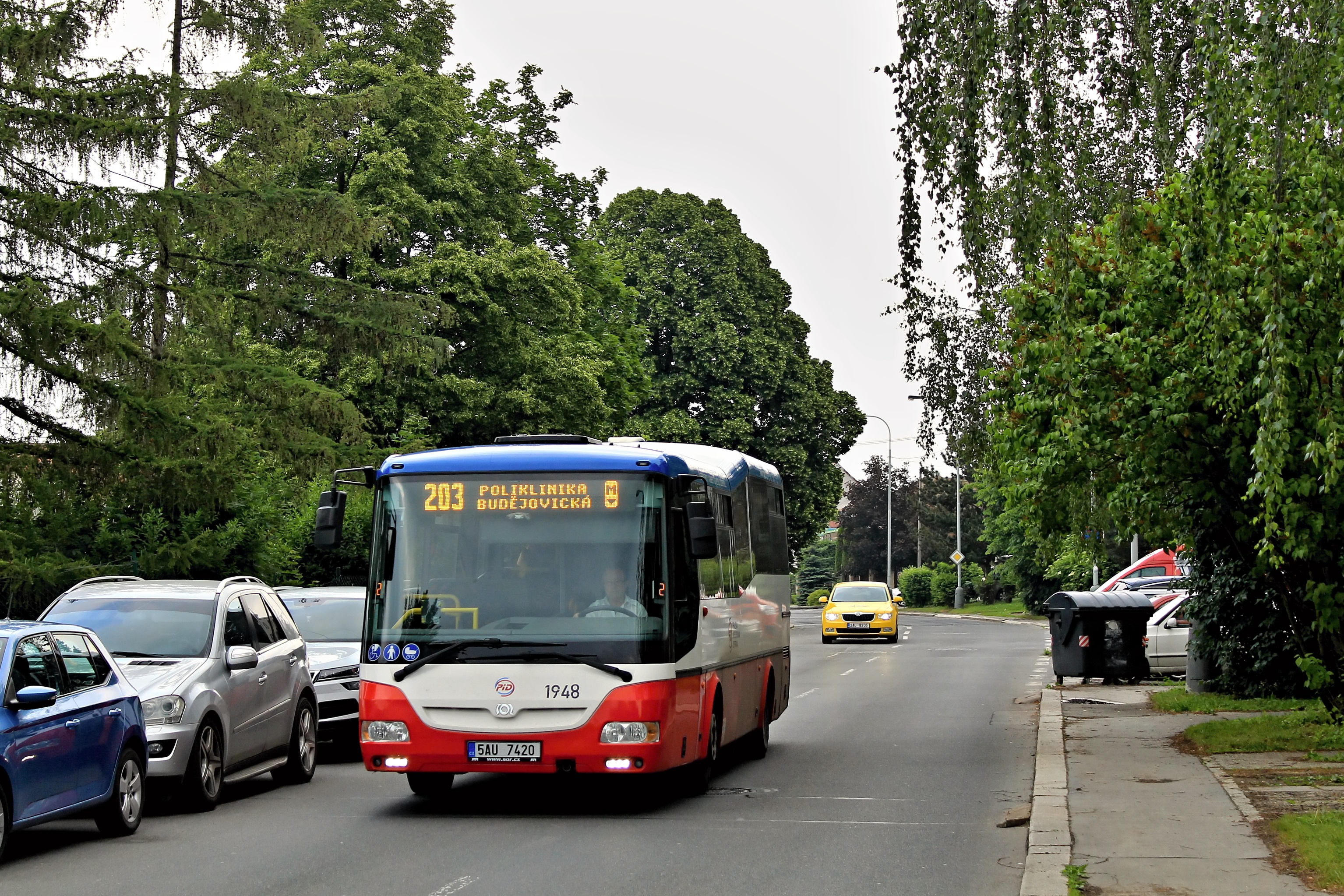
SOR BN 9,5 dopravce About Me na lince 203 v Praze

V České republice nebyl v době uvedení SORu BN 9,5 žádný jiný autobus v téže kategorii[zdroj⁠?!] a díky tomu[zdroj⁠?!] se tento model objevil v některých menších městech ČR, někde i ve variantě Ekobus (pohon CNG). Největším provozovatelem SORů BN 9,5 je Dopravný podnik Bratislava,[zdroj⁠?!] kde jich jezdí 18. Dalším velkým provozovatelem je skupina Veolia Transport. 